# Den spanska lägenheten
Den spanska lägenheten (franska: L'auberge espagnole) är en fransk-spansk långfilm från 2002 i regi av Cédric Klapisch, med Romain Duris, Judith Godrèche, Audrey Tautou och Cécile De France i rollerna.

## Handling
Xavier pluggar ett år i Barcelona för att komplettera sin universitetsexamen i spansk ekonomi. I Barcelona flyttar han in i en lägenhet där det bor unga från olika europeiska länder. Förhållandet med flickvännen Martine är dåligt och han inleder istället ett förhållande med en gift kvinna, Anne-Sophie.

## Om filmen
Den spanska lägenheten visades första gången vid filmfestivalen i Cannes 2002. Filmen hade svensk premiär den 17 oktober 2003. Uppföljaren Förälskad, förvirrad (Les Poupées russes) hade premiär i Paris sommaren 2005.

## Rollista
| Romain Duris        | – Xavier              |
| Judith Godrèche     | – Anne-Sophie         |
| Audrey Tautou       | – Martine             |
| Cécile De France    | – Isabelle            |
| Kelly Reilly        | – Wendy               |
| Cristina Brondo     | – Soledad             |
| Federico D'Anna     | – Alessandro          |
| Barnaby Metschurat  | – Tobias              |
| Christian Pagh      | – Lars                |
| Kevin Bishop        | – William             |
| Xavier De Guillebon | – Jean-Michel         |
| Wladimir Yordanoff  | – Jean-Charles Perrin |
| Irene Montalà       | – Neus                |
| Javier Coromina     | – Juan                |
| Iddo Goldberg       | – Alistair            |

## DVD
Filmen gavs ut på DVD i Sverige 2006.